# Wilfrid Adam
Wilfrid Adam (* 2. Februar 1947 in Wilhelmshaven) ist ein deutscher Politiker. Als Abgeordneter der SPD gehörte er von 1986 bis 2003 dem Niedersächsischen Landtag an.

## Leben
Der aus Himmelreich stammende und in Bant aufgewachsene Adam ließ sich nach dem Abschluss der Schule zum Groß- und Außenhandelskaufmann ausbilden. In den Jahren 1970 bis 1980 arbeitete er als Stadtjugendpfleger in Wilhelmshaven und im Anschluss bis zu seiner Wahl in den Niedersächsischen Landtag im Juni 1986 als Referent für Presse- und Öffentlichkeitsarbeit seiner Geburtsstadt.
Sein politisches Engagement begann er im Deutschen Gewerkschaftsbund (DGB). In den Jahren 1964 bis 1970 fungierte er als Vorsitzender der DGB-Jugend Wilhelmshaven und als ehrenamtlicher Landesjugendleiter der Gewerkschaft Handel, Banken und Versicherungen. Im Jahr 1968 trat er in die SPD ein und übernahm in der Folge verschiedene Vorstandsämter im SPD-Unterbezirk Wilhelmshaven.
Bei den Landtagswahlen am 15. Juni 1986 wurde er erstmals in den Niedersächsischen Landtag gewählt, dem er insgesamt vier Legislaturperioden bis zum Jahr 2003 lang angehörte. Dort hielt er von 27. Juni 1990 bis 20. Juni 1994 den Vorsitz im Ausschuss für Häfen und Schifffahrt.
Im Jahr 1999 wurde er zum stellvertretenden Vorsitzenden der SPD-Landtagsfraktion gewählt und zuständig für die Politikbereiche Innen, Recht, Wirtschaft, Europa- und Bundesangelegenheiten.
Bei den Kommunalwahlen im Oktober 1986 wurde er auch in den Rat der Stadt Wilhelmshaven gewählt und übernahm dort den stellvertretenden Fraktionsvorsitz. Er wurde Mitglied im Verwaltungs- und Finanzausschuss sowie im Ältestenrat. Vom Jahr 2008 bis Oktober 2011 war Adam Zweiter Bürgermeister der Stadt Wilhelmshaven.